# یاقوتی (فیلم)
یاقوت سرخ (آلمانی: Rubinrot) یک فیلم است که در سال ۲۰۱۳ منتشر شد.

## خلاصه
گوئندولن شپرد (ماریا اریش) در خانواده‌ای متولد شده‌است که وارث ژن سفر در زمان هستند. برای شانزده سال، دخترخاله او، شارلوت برای سفر زمان آموزش دیده و آماده شده بود ولی بر خلاف تصور همه، گوئندولن وارث این ژن بوده‌است. حالا گوئندولن باید همراه با حامل ژنی دیگر به نام گیدئون دو ویلر (یانیس نیوونر)، پرده از رازی که در پس حلقه مرموز مسافران زمان است بردارد و…